# Matelea montana
Matelea montana är en oleanderväxtart som beskrevs av G. Morillo. Matelea montana ingår i släktet Matelea och familjen oleanderväxter. Inga underarter finns listade i Catalogue of Life.